# Tante Truus

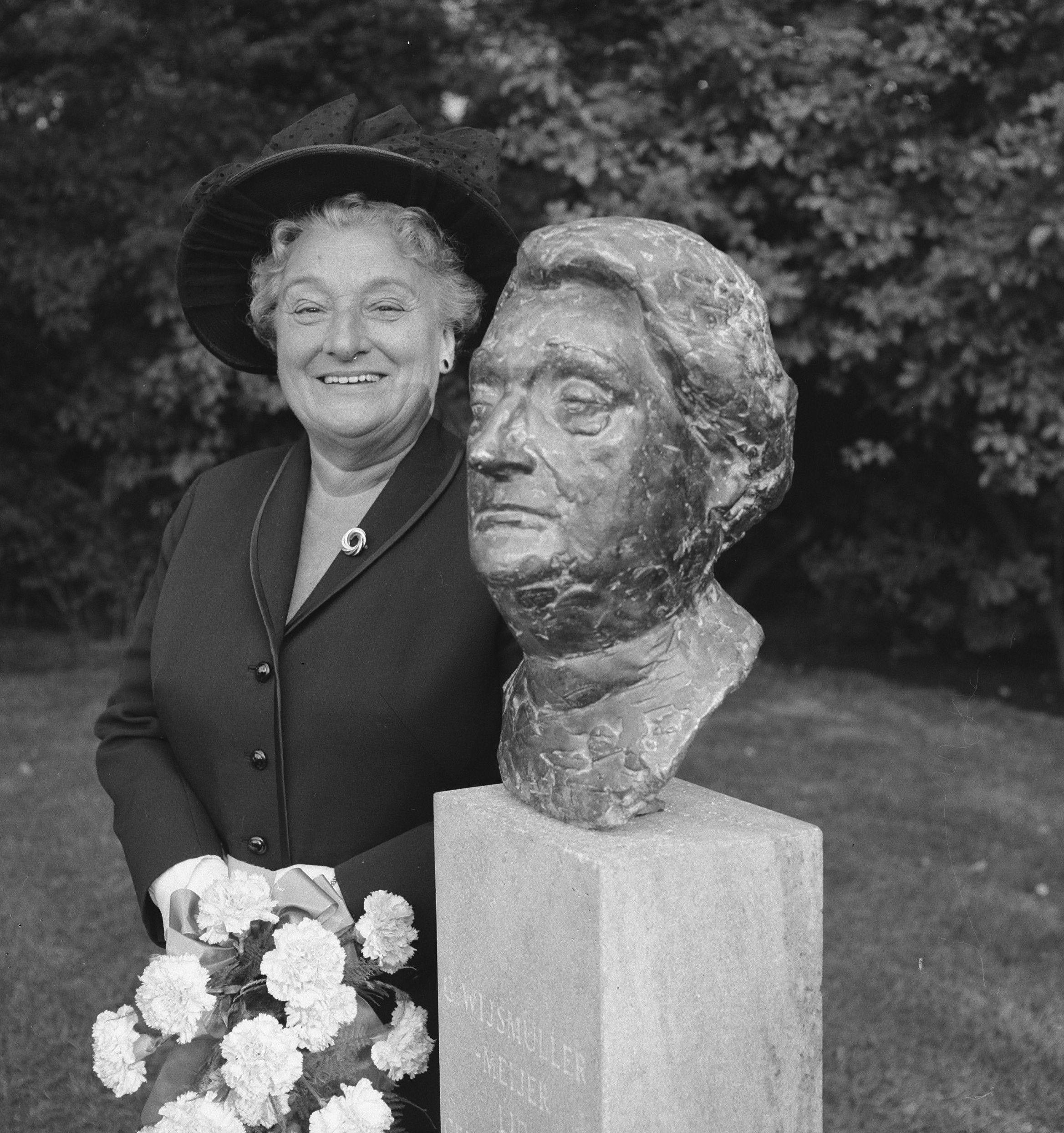
Truus Wijsmuller-Meijer während der Feier zur Enthüllung einer Porträtbüste am Prinzessin Beatrixoord im Oosterpark, Amsterdam, 1965. Heute befindet sich das Kunstwerk an der Bachplein in Amsterdam-Zuid.

Geertruida Wijsmuller-Meijer, bekannt geworden als Tante Truus, (* 21. April 1896 in Alkmaar, Niederlande; † 30. August 1978 in Amsterdam) rettete während der Zeit des Nationalsozialismus mit ihren Kindertransporten laut Yad Vashem mehr als 10.000 jüdische und „nicht-arische“ Kinder.

## Leben
Über die Privatperson der Geertruida Wijsmuller ist wenig überliefert. Geertruida, die kurz Truus gerufen wurde, heiratete den Bankier J. F. Wijsmuller. Die Ehe blieb kinderlos. Berichtet wird von ihr, dass sie eine resolute und nicht auf den Mund gefallene, dabei bescheidene und unprätentiöse Frau gewesen sei, die nichts und niemanden fürchtete und unter ihrer rauen Schale ein besonders weiches Herz für Kinder trug. So verpasste man ihr auch gleich zwei Beinamen: Tante Truus und Stoomwals (zu deutsch Die Dampfwalze).
In den 1930er-Jahren begann Wijsmuller für das Niederländische Komitee für jüdische Belange (Comité voor Bijzondere Joodse Belangen) zu arbeiten und beschäftigte sich zunächst mit Lebensmittel- und Medikamententransporten in verschiedene notleidende Gebiete Europas. Sie arbeitete zusammen mit der Berlinerin Recha Freier zur Rettung jüdischer Kinder. Nachdem sich die Situation der jüdischen und „nicht-arischen“ Bevölkerung in Nazi-Deutschland immer mehr zugespitzt hatte, reiste sie ab November 1938 mehrfach nach Wien und ließ nicht locker, bis sie von Adolf Eichmann empfangen wurde, der zu dieser Zeit die Zentralstelle für jüdische Auswanderung leitete und von dem sie schließlich Anfang Dezember die Zusage erhielt, dass innerhalb von fünf Tagen 600 Kinder nach England ausreisen dürften, wenn sie den Transport in dieser Zeitspanne würde organisieren können. Nachdem ihr dies gelang und am 11. Dezember 1938 der Kindertransport über die Niederlande nach Großbritannien stattfinden konnte, folgten weitere, und schließlich waren mehr als 10.000 Kinder aus Deutschland, Österreich und der Tschechoslowakei nach Großbritannien gebracht worden, bis die Aktion am 1. September 1939 – dem Beginn des Zweiten Weltkriegs – ihr Ende fand. Bis dahin hatte Wijsmuller 74 Transporte organisiert. Auch während des Krieges fuhr sie fort, Juden und anderen Verfolgten zu helfen. Sie unternahm Reisen nach Skandinavien, Belgien und Frankreich, organisierte Ausreisen, schützte Verfolgte und betätigte sich an Hilfsaktionen.
Nach dem Krieg wurde Wijsmuller Mitglied in der niederländischen Volkspartei für Freiheit und Demokratie VVD (Volkspartij voor Vrijheid en Democratie) und war von 1945 bis 1966 Mitglied im Gemeinderat von Amsterdam. Dabei engagierte sie sich vorrangig im Bereich der Behindertenarbeit und machte sich insbesondere für die Einrichtung von Arbeitsplätzen für Behinderte stark.

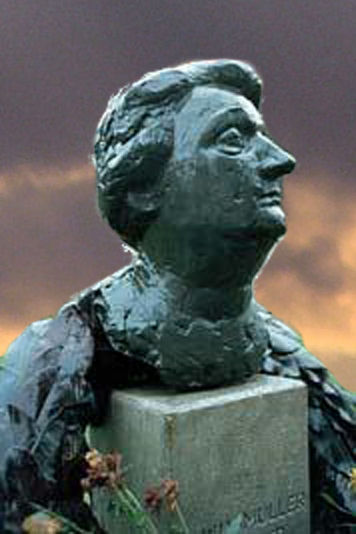
Bronzebüste von Tante Truus an der Bachplein in Amsterdam

1950 erschien ihr Buch „Geen tijd voor tranen“ (Keine Zeit für Tränen – nicht auf Deutsch erschienen), das die Geschichte der Kindertransporte und ihrer Hilfstätigkeit im Krieg schildert.
Sowohl für ihre unerschrockene Rettungstätigkeit während des Zweiten Weltkriegs als auch ihre politischen Aktivitäten in der Nachkriegszeit erhielt Wijsmuller verschiedene Auszeichnungen, wurde „Officier in de Orde von Oranje-Nassau“ und Ehrenbürgerin von Amsterdam; von der französischen Regierung empfing sie den Reconnaissance und von der Gedenkstätte Yad Vashem den Ehrentitel Gerechter unter den Völkern. Als Andenken an ihr Werk wurde 1980 in Almere die Vereinigung Truus Wijsmuller gegründet, eine Stiftung für geistig behinderte Kinder und Jugendliche. Im Jahr 1978 wurde in der Amsterdamer Bachplein ihre Bronzebüste aufgestellt. In vielen niederländischen Orten sind Straßen, Plätze und Wege nach ihr benannt. Am 15. Juni 2011 wurde ein Asteroid nach ihr benannt: (15296) Tantetruus. Im Jahr 2020 bekam sie eine Statue Monument in Alkmaar, wo sie geboren war.

## Rezeption
Nach dem Urteil des Historikers Christoph Driessen bewies Wijsmuller-Meijer, „was ein einzelner Mensch vermochte, wenn er nur entschlossen genug war“.  Kennzeichnend für sie sei gewesen, dass sie sich nie zu schade gewesen sei, „mit den von ihr verachteten Schergen des Regimes umzugehen, sie erduldete auch alle Schikanen der Gestapo, wenn sie nur wieder ein paar hundert Kinder in Sicherheit bringen konnte“. Auch habe sie nach dem Krieg hervorgehoben, dass auch unter den Deutschen durchaus Menschen gewesen seien, die ihr im Rahmen ihrer Möglichkeiten bei der humanitären Arbeit geholfen hätten.

## Werk
- T. Wijsmuller-Meijer: Geen tijd voor tranen. („Keine Zeit für Tränen“), Van Kampen & Zoon, Amsterdam 1964 Digitalisat. (PDF ; 41,1 MB) Stichting Truus Wijsmuller-Meijer (niederländisch).